# Frank Corvers
Frank Corvers (Koersel, 12 de noviembre de 1969) fue un ciclista belga, que fue profesional entre 1992 y 2001. Durante su carrera deportiva combinó el ciclismo en carretera con el ciclismo en pista.

## Palmarés
1992
- Internationale Wielertrofee Jong Maar Moedig

1995
- Gran Premio de Isbergues
- Bruselas-Ingooigem

1999
- Gran Premio del 1 de Mayo